# Акадия

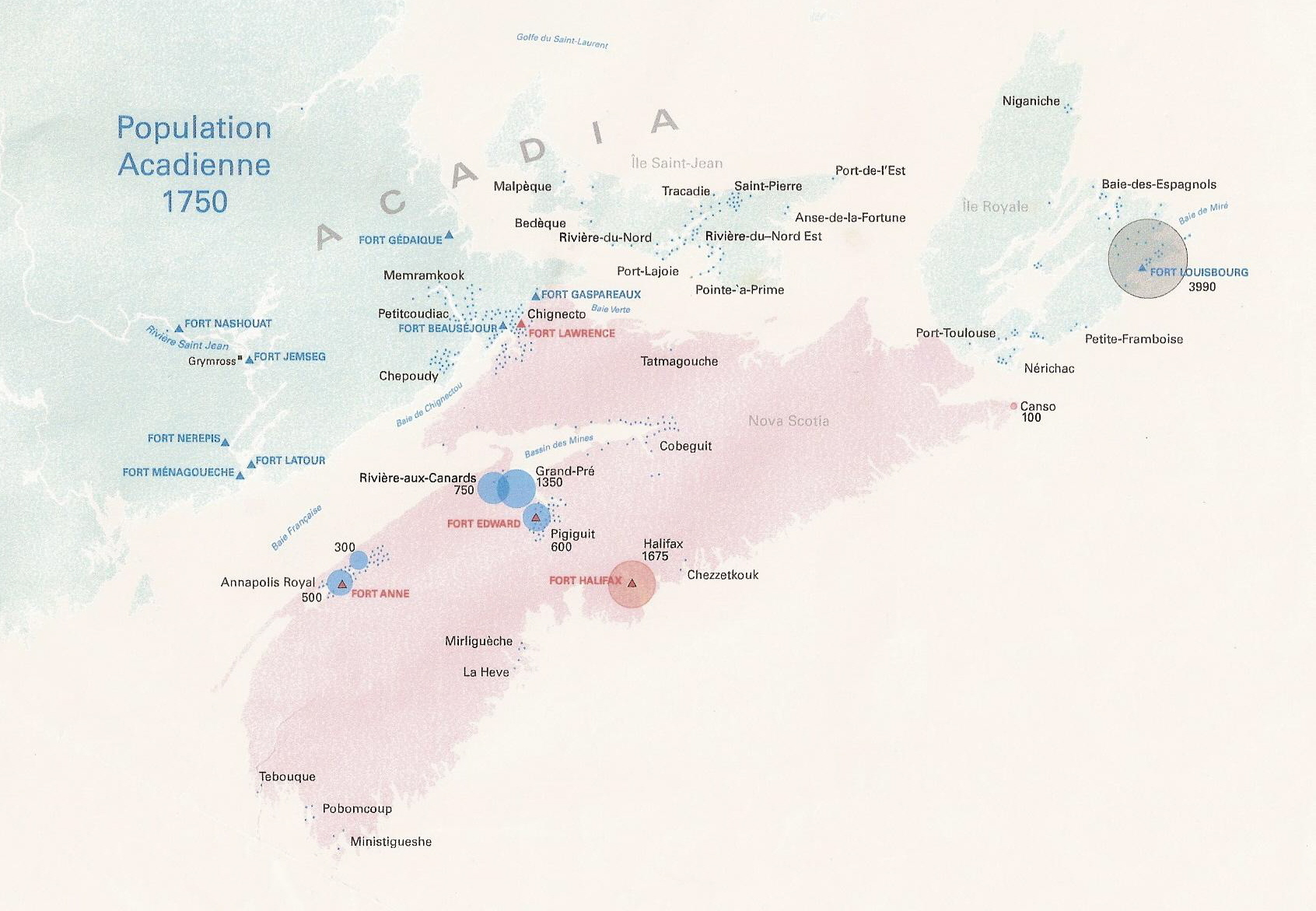
Акадия в 1750 году

Флаг

Ака́дия (фр. L'Acadie) — французская колония в Северной Америке, существовавшая в XVII—XVIII веках и включавшая в себя территорию полуострова Новая Шотландия, территорию современной провинции Нью-Брансуик и целый ряд близлежащих островов в Атлантическом океане. В середине XVIII века захвачена британцами, 75 % населения Акадии, насчитывающего более 15 тысяч, было выселено из страны и подверглось массовым гонениям. Потомками оставшихся являются современные акадийцы, компактно проживающие на севере современной провинции Нью-Брансуик, потомками депортированных — каджуны, субэтническая группа, представленная преимущественно в южной части штата Луизиана, именуемой Акадиана, а также в прилегающих округах южного Техаса и Миссисипи.

## История
Акадия была весьма географически изолирована, до неё трудно было добраться с материка и поблизости не было крупных портов, таких как, например, Квебек или Бостон.
Первое французское поселение было основано Пьером Дюгуа, губернатором Акадии под властью короля Генриха IV, на острове Сан-Круа в 1604 году. Вскоре король отказал Пьеру Дюгуа в королевской пушной монополии, объясняя это недостаточностью приносимых ею доходов, и колонисты оказались на самообеспечении, будучи лишёнными поддержки монарха. С минимальной королевской властью акадийцы практиковали деревенское самоуправление.
На эти территории долгое время претендовали Нидерланды, хотя им никогда не удавалось заполучить контроль над ними.
Британские колонисты захватили Акадию в ходе войны короля Вильгельма (1690—1697), но Британия вернула её Франции по мирному соглашению.
Территория была снова захвачена англичанами в ходе войны Королевы Анны (1702—1713), и это завоевание было закреплено Утрехтским мирным договором. 23 июня 1713 года французским жителям Акадии был предоставлен срок в 1 год, чтобы объявить свою верность Британии или покинуть Новую Шотландию. При этом французы заявили о своей готовности сражаться и приступили к строительству форта.

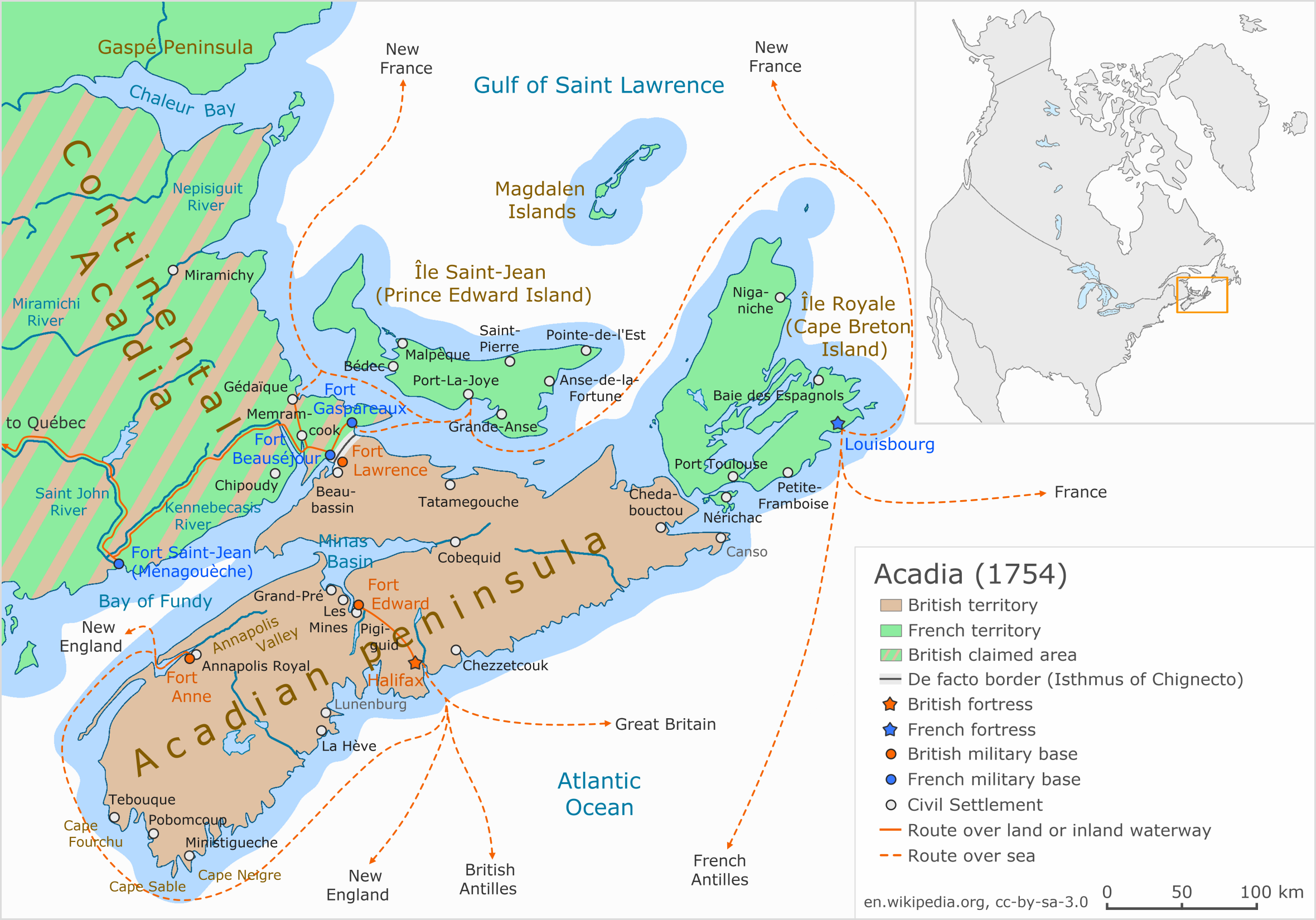
Акадия в 1754 году

Во время Семилетней войны между Британией и Францией (известной на североамериканском театре военных действий как Франко-индейская война) летом 1755 года британцы атаковали форт Босэжур и сожгли дома акадийцев, обвинив их в неподчинении и партизанской борьбе. Те, кто в дальнейшем отказался подчиниться британской короне, в течение последующих трёх лет были изгнаны из Новой Шотландии в другие британские колонии Северной Америки или во Францию (6000—7000 человек). Остальные бежали вглубь Новой Шотландии или находившуюся под контролем Франции и Канады. Квебекский город Л’Акади (сейчас часть Сен-Жан-сюр-Ришельё) был основан бежавшими акадийцами.
После 1764 года многие акадийцы обосновались в Луизиане, которая была передана Испании ещё до конца Французской и Индийской войн. Британия разрешила некоторым акадийцам возвратиться в Новую Шотландию, но эти люди были вынуждены селиться небольшими группами, им не разрешалось возвращаться на места, где они проживали ранее, такие как Гранд-Прэ, Порт-Рояль и Бобассан.

## Упоминания в современной культуре
Гонения против коренных жителей Акадии упомянуты в песне «Nous sommes ce que nous sommes» в мюзикле «Дракула: Между любовью и смертью».

Исследования Акадии в 1604—1607 гг.
Поселения Акадии в 1610—1613 гг.